# Сирюс
Сирюс, Зерюст (Zeerust) — административный центр местного муниципалитета Рамотшере Мойлоа в районе Нгака Модири Молема Северо-Западной провинции (ЮАР).
В 1858 году Каспер Хендрик Кутзее основал здесь ферму. После его смерти владельцем фермы стал его кузен Дитрих Якобус Кутзее, который увидел перспективы развития фермы в город. В 1867 году был основан Кутзее-Руст, чьё название впоследствии сократилось до Зееруст. 18 марта 1936 года город получил статус муниципалитета.